# Miszpelnik

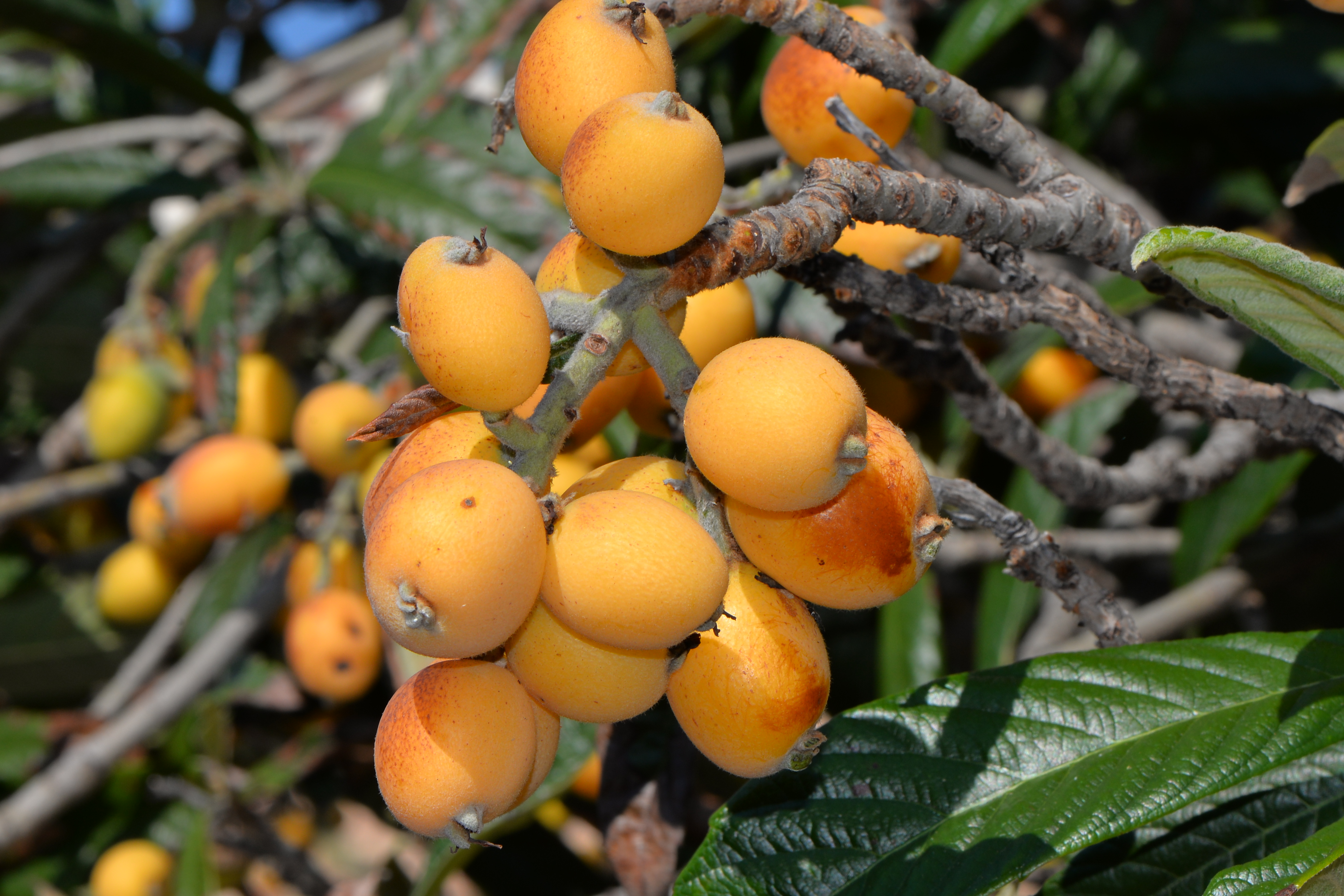
Owoce nieśplika japońskiego

Miszpelnik, nieśplik (Eriobotrya Lindl.) – rodzaj zimozielonych drzew lub krzewów należących do rodziny różowatych obejmujący od 17 do 30 gatunków. Wszystkie występują we wschodniej Azji, przy czym tylko nieśplik japoński Eriobotrya japonica sięga południowej Japonii, a pozostałe gatunki rosną w południowych Chinach i dalej na południu. Rosną w lasach. Kwitną jesienią i zimą, kwiaty zapylane są przez owady.
Nieśplik japoński E. japonica ma owoce jadalne, dojrzewające wiosną, cenione ze względu na soczystość, silny smak i aromat.

## Morfologia
PokrójDrzewa do 10 m wysokości i krzewy.
LiścieNiepodzielone, zwykle ogonkowe, ząbkowane lub całobrzegich. Wyraźne, pierzasto ułożone żyłki wiązek przewodzących.
KwiatyStosunkowo niewielkie, zebrane w kwiatostany szczytowe w postaci wielokwiatowych wiech. Hypancjum kubeczkowate lub odwrotnie stożkowate. Działek kielicha jest 5, są one zrośnięte u nasady i trwałe. Płatki, też w liczbie 5, są białe lub żółte. Pręcików jest 20. Zalążnia dolna 2–5-komorowa, z 2 zalążkami w każdej komorze. Szyjki słupków od 2 do 5, zwykle omszone.
OwoceJabłkowate (miąższ tworzy mięśniejące dno kwiatowe), mięsiste lub suche, z błoniastym endokarpem, zawiera 1–2 okazałe nasiona.

## Systematyka
Rodzaj należy do plemienia Pyreae w podrodzinie Spiraeoideae rodziny różowatych (Rosaceae). Rodzaj bywa włączany do Rhaphiolepis.
Wykaz gatunków
- Eriobotrya acuminatissima (Merr.) Nakai
- Eriobotrya bengalensis (Roxb.) Hook. f.
- Eriobotrya cavaleriei (H. Lév.) Rehder
- Eriobotrya deflexa (Hemsl.) Nakai
- Eriobotrya elliptica Lindl.
- Eriobotrya fragrans Champ. ex Benth.
- Eriobotrya henryi Nakai
- Eriobotrya japonica (Thunb.) Lindl. – nieśplik japoński, miszpelnik japoński
- Eriobotrya luzoniensis (Merr.) Nakai
- Eriobotrya malipoensis K.C. Kuan
- Eriobotrya oblonga (Lindl.) D. Dietr.
- Eriobotrya obovata W.W. Sm.
- Eriobotrya prinoides Rehder & E.H. Wilson
- Eriobotrya salwinensis Hand.-Mazz.
- Eriobotrya seguinii (H. Lév.) Cardot ex Guillaumin
- Eriobotrya serrata J.E. Vidal
- Eriobotrya tengyuehensis W.W. Sm.